# فردی جونز
فردی جونز (انگلیسی: Freddie Jones؛ زادهٔ ۱۲ سپتامبر ۱۹۲۷ - درگذشت ۹ ژوئیه ۲۰۱۹) یک هنرپیشه اهل بریتانیا بود.
از فیلم‌ها یا برنامه‌های تلویزیونی که وی در آن نقش داشته‌است، می‌توان به تل‌ماسه، مرد فیل‌نما، هیتلر: ده روز آخر، از ته دل وحشی، کنت مونت کریستو، آتش‌افروز، آنتونیوس و کلئوپاترا، دور از اجتماع خشمگین، فایرفاکس، شاهزاده یوتلاند، اسرار ادوین درود، تعرض، ماشنکا، کرول، شرلوک هلمز جوان، نیکلاس نیکلبی، مزرعه سرد آرامش، نیروی عظیم و خرده‌پولی از بهشت اشاره کرد.